# معضوضة ضيق الكأسية
معضوضة ضيق الكأسية (الاسم العلمي:Momordica angustisepala) هي نوع من النباتات تتبع جنس المعضوضة من الفصيلة القرعية.